# قيس بن مخلد
أبو ثعلبة قيس بن مخلد بن ثعلبة بن صخر الخزرجي الأنصاري صحابي جليل من قبيلة الخزرج من الأنصار شهد مع النبي محمد ﷺ غزوة بدر وغزوة أحد وقُتِل فيها شهيداً.